# یواس‌اس نینا (۱۸۶۵)
یواس‌اس نینا (۱۸۶۵) (به انگلیسی: USS Nina (1865)) یک کشتی بود که طول آن 137 بود. این کشتی در سال ۱۸۶۵ ساخته شد.